# 涂山镇
涂山镇，是中华人民共和国重庆市南岸区下辖的一个乡镇级行政单位。

## 行政区划
涂山镇下辖以下地区：
石溪路社区、友于里社区、仁济路社区、兴隆湾社区、骡子堡社区、红星社区、腾龙社区、红星村、黄荆坡村、刘胡兰村、新兴村和莲花村。